# Повсталий з пекла (фільм, 2022)
Повсталий з пекла — американський надприродний фільм жахів режисера Девіда Брукнера за сценарієм Бена Коллінза та Люка Піотровскі. Сценарист Девід С. Гойєр. Є перезапуском однойменного фільму Клайва Баркера 1987 року та «одинадцятою частиною франшизи», фільм тісно дотримується новели Баркера «Пекельне серце». Співпродюсований «Spyglass Media Group» та «Phantom Four Films». Вперше показаний на потоковому сервісі «Hulu».

## Про фільм
Молода жінка стикається з жорстокими, надприродними силами, які стоять за загадковою скринькою-головоломкою. Ця головоломка є відповідальною за зникнення її брата.

## Знімались
| Актор            | Роль                                |
| ---------------- | ----------------------------------- |
| Джеймі Клейтон   | Священник лідер сенобітів           |
| Одесса А'зіон    | Райлі МакКендрі                     |
| Дрю Старкі       | Тревор                              |
| Брендон Флінн    | Метью «Метт» МакКендрі              |
| Іфа Гайндс       | Нора                                |
| Джейсон Лайлз    | Chatterer сенобіт                   |
| Йінка Олоруннайф | Weeper сенобіт                      |
| Селіна Ло        | Gasp сенобіт                        |
| Горан Вишнич     | Роланд Войт гедоністичний мільйонер |
| Хіам Аббасс      | Серена Менакер адвокат Войта        |